# عاج‌ماهی لکه‌آبی
عاج‌ماهی لکه‌آبی (نام علمی: Choerodon cauteroma) نام یک گونه از سرده عاج‌ماهی است.